# Peinture orientaliste
La peinture orientaliste est une peinture qui aborde des thèmes tournant autour de l'orientalisme. Il ne s'agit donc pas d'un style, d'un mouvement ou d'une école de peinture particulier. L'intérêt de l'Occident pour l'orientalisme est apparu au courant du XVIIIe siècle, mais c'est surtout au XIXe siècle que l'attrait pour les thèmes orientaux va connaître son apogée. En revanche, au XXe siècle les thèmes orientalistes vont peu à peu disparaître et d'une certaine manière on peut considérer que l'indépendance de l'Algérie en 1962 a marqué la fin de la peinture orientaliste en France.

## Caractéristiques

Le Bain turc de Dominique Ingres (1862).

Les thèmes abordés dans la peinture orientaliste sont assez variés, mais ont pour point commun de se référer à des thématiques orientales, ou tout au moins à la vision occidentale de l'orient. Au XIXe siècle, on trouve surtout des scènes de harem, des scènes de chasses et de combat ou bien encore des représentations de paysages typiques, comme les déserts, les oasis ou les villes orientales. Au siècle suivant, ces thèmes vont peu à peu tomber en désuétude au profit d'une peinture ethnographique plus précise et moins idéalisée.
D'un point de vue technique, la peinture orientaliste est marquée par une utilisation de couleurs aux tons plus chauds, privilégiant des teintes plus rouges, jaunes ou brunes. La lumière est chaude, les contrastes accentués.

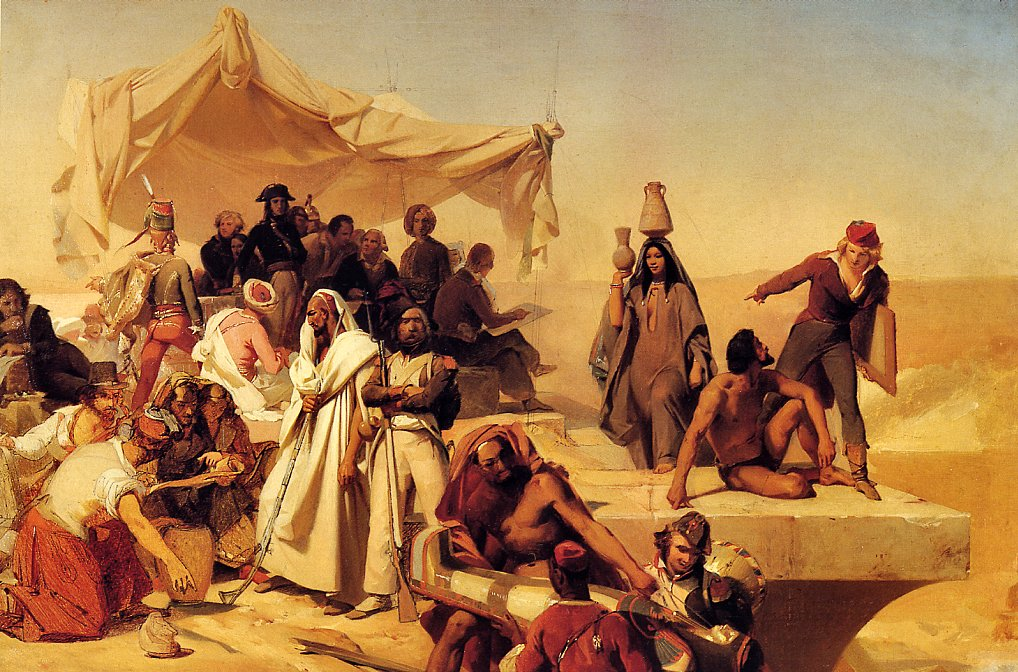
L'Expédition d’Égypte de Léon Cogniet (1833-1835)

La peinture orientaliste est profondément liée au voyage. Il est vrai que certains artistes n'ont pas quitté l'Europe ou les États-Unis, comme Antoine-Jean Gros, néanmoins célèbre pour son Bonaparte et les pestiférés de Jaffa. Toutefois, beaucoup ont effectivement voyagé au Maghreb ou au Machreq. Ce fut le cas d'Eugène Delacroix qui se rendit au Maroc et à Alger en 1832, d'Alexandre-Gabriel Decamps qui se déplaça en Grèce puis en Asie mineure en 1827, de Prosper Marilhat qui accompagna une expédition scientifique en Grèce, en Syrie, au Liban, en Palestine et en Basse et Haute-Égypte de 1831 à 1833, ou de Théodore Chassériau qui, en 1846, se rendit à Constantine puis à Alger ; et encore, jusqu'en 1914, de Matisse, Fromentin, Vernet, Maxime du Camp, Dinet, Kandinsky, Eugène Villon ...
En 1893, est créé à Paris le Salon des Artistes Orientalistes qui marque l'apogée de ce style de peinture.
Il existe aussi une école orientaliste anglaise avec l'Empire britannique, une école italienne et une école orientaliste russe avec le Caucase et l'Asie moyenne islamique.

## Peintres orientalistes français
- Roméo Aglietti
- Alfred Chataud
- Jean-François Arrigoni Neri
- Léon Belly
- Roger Bezombes
- Fabius Brest
- Jean-Joseph Benjamin-Constant
- Mattéo Brondy
- Henri de Chacaton
- Théodore Chassériau
- Léon Cogniet
- Vincent Courdouan
- Adrien Dauzats
- Eugène Delacroix
- William Biehn
- Eugène François Deshayes
- Alexandre-Gabriel Decamps
- Étienne Dinet
- Jean-Baptiste Henri Durand-Brager
- Charles-Théodore Frère
- Eugène Flandin
- Eugène Fromentin
- Raoul du Gardier
- Georges Gasté
- Léon Geille de Saint-Léger
- Jean-Léon Gérôme
- Eugène Girardet
- Louis-Auguste Girardot
- Gustave Guillaumet
- Jean-Auguste-Dominique Ingres
- Adrienne Jouclard
- Charles Landelle
- Jules Laurens
- Hippolyte Lazerges

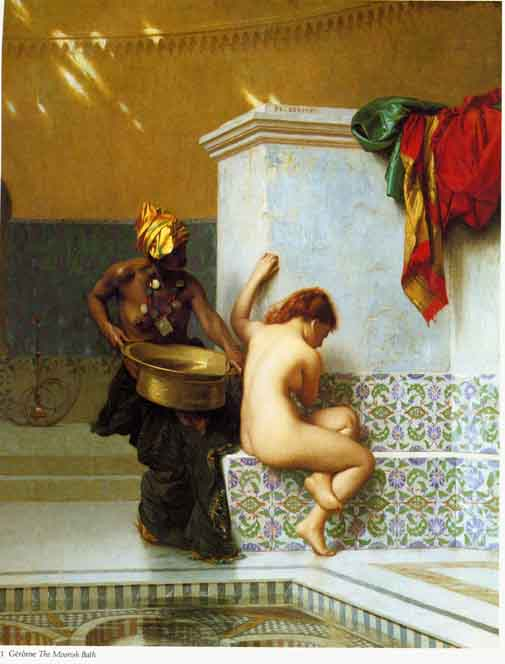
Bain maure de Jean-Léon Gérôme (1824)

- Jean-Jules-Antoine Lecomte du Nouy
- François Lehoux
- Jean-Étienne Liotard
- André Maire
- Jacques Majorelle
- Prosper Marilhat
- François de Marliave
- Numa Marzocchi de Bellucci
- Jules Migonney
- Albert-Frédéric-Alexandre Mittenhoff
- Georges-Antoine Rochegrosse
- Marcelle Rondenay
- Amédée Rosier
- Alexandre Roubtzoff
- Jacques Simon
- Josette Spiaggia
- Charles de Tournemine
- Renée Tourniol
- Théodore Valerio
- Horace Vernet
- Émile Vernet-Lecomte
- Henri Villain
- Eugène Villon
- Georges Washington
- Félix Ziem

## Peintres orientalistes belges

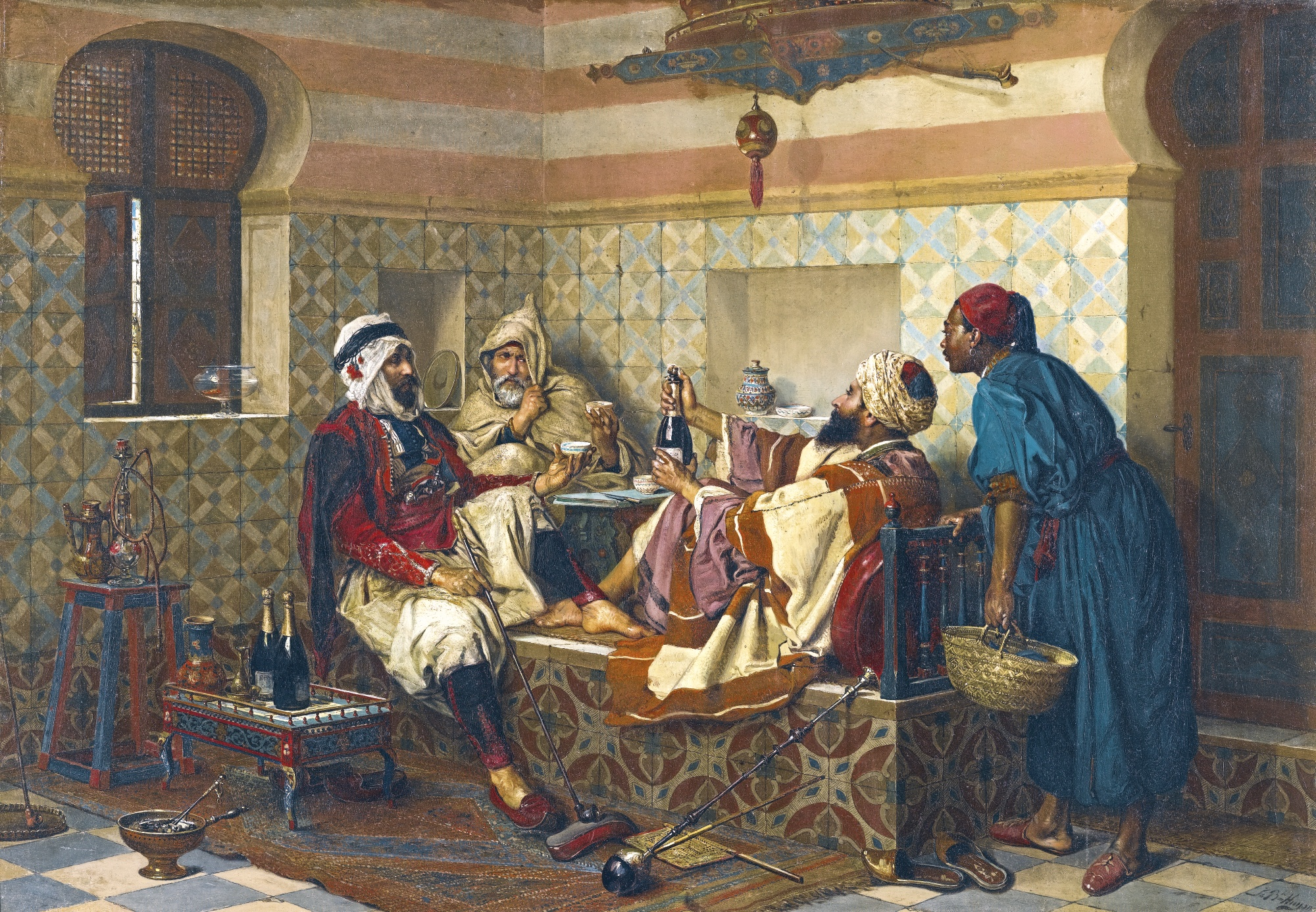
Une fête par Jan-Baptist Huysmans

- Omer Coppens
- Gustave Léonard de Jonghe
- Émile Deckers
- Victor Eeckhout
- Jan-Baptist Huysmans
- Jacob Jacobs
- Théophile Marie François Lybaert
- Karel Ooms
- Jean-François Portaels
- Eugène Siberdt
- Agapit Stevens
- Théo van Rysselberghe
- Frans Vinck
- Émile Wauters

## Peintres orientalistes continentaux

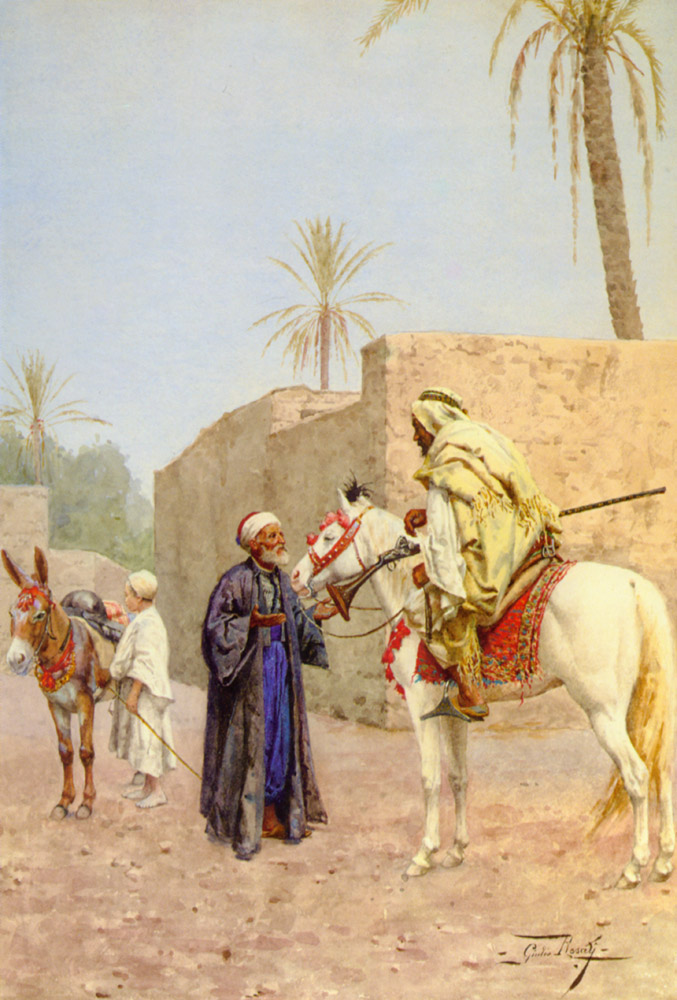
La Discussion (Giulio Rosati)

- Hermann David Salomon Corrodi
- Luis Ricardo Falero
- Nicola Forcella
- Otto Pilny
- Giulio Rosati
- Oscar Spielmann
- Rudolf Swoboda
- Louis-Auguste Veillon
- Feliks Michał Wygrzywalski
- Cesare Saccaggi
- Adolf Karol Sandoz

## Peintres orientalistes britanniques
- John Frederick Lewis
- David Roberts
- Augustus Osborne Lamplough (1877-1930)
- George Apperley (1884-1960)